# Chemin de fer à rail central

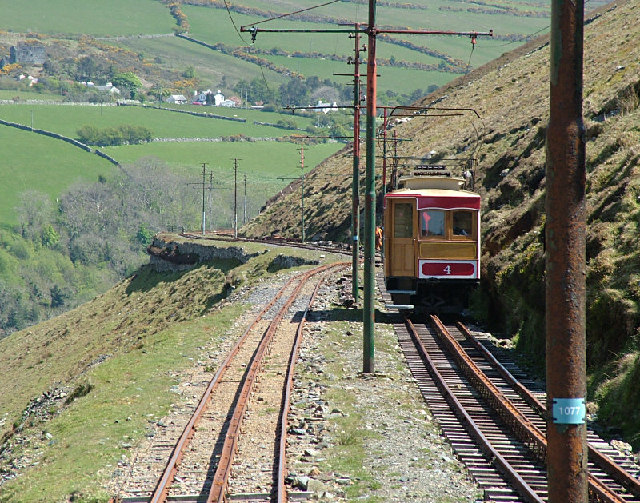
Le « rail central » de l'Île de Man.

Un chemin de fer à rail central est une technique de transport ferroviaire utilisant une voie ferrée sur laquelle est disposée un rail supplémentaire au milieu des autres, sur lequel s'appuient des roues horizontales qui participent ainsi, en plus des essieux standards, aux efforts de traction et de freinage, et qui nécessite donc des locomotives adaptées.
Ce type de voie ferrée ne doit pas être confondu avec le chemin de fer à crémaillère même si la finalité, qui est de faire franchir au matériel de fortes rampes, est la même.
Le rail central est antérieur et les anglo-saxons appellent ce type de chemin de fer le système Fell du nom de son inventeur John Barraclough Fell, ingénieur anglais. La première mise en œuvre a eu lieu en 1863 sur le Cromford and High Peak Railway's dans le Derbyshire sur un système à câble. Il fut également utilisé en France en 1868 avant la construction du Tunnel ferroviaire du Mont-Cenis (terminé en 1871) pour établir une ligne entre la France et l'Italie, entre Saint-Michel-de-Maurienne et Suse (Italie) en passant par le col.
Néanmoins, ce système de rail central fut rapidement détrôné par la crémaillère plus efficace.

## Le chemin de fer duPuy de Dôme

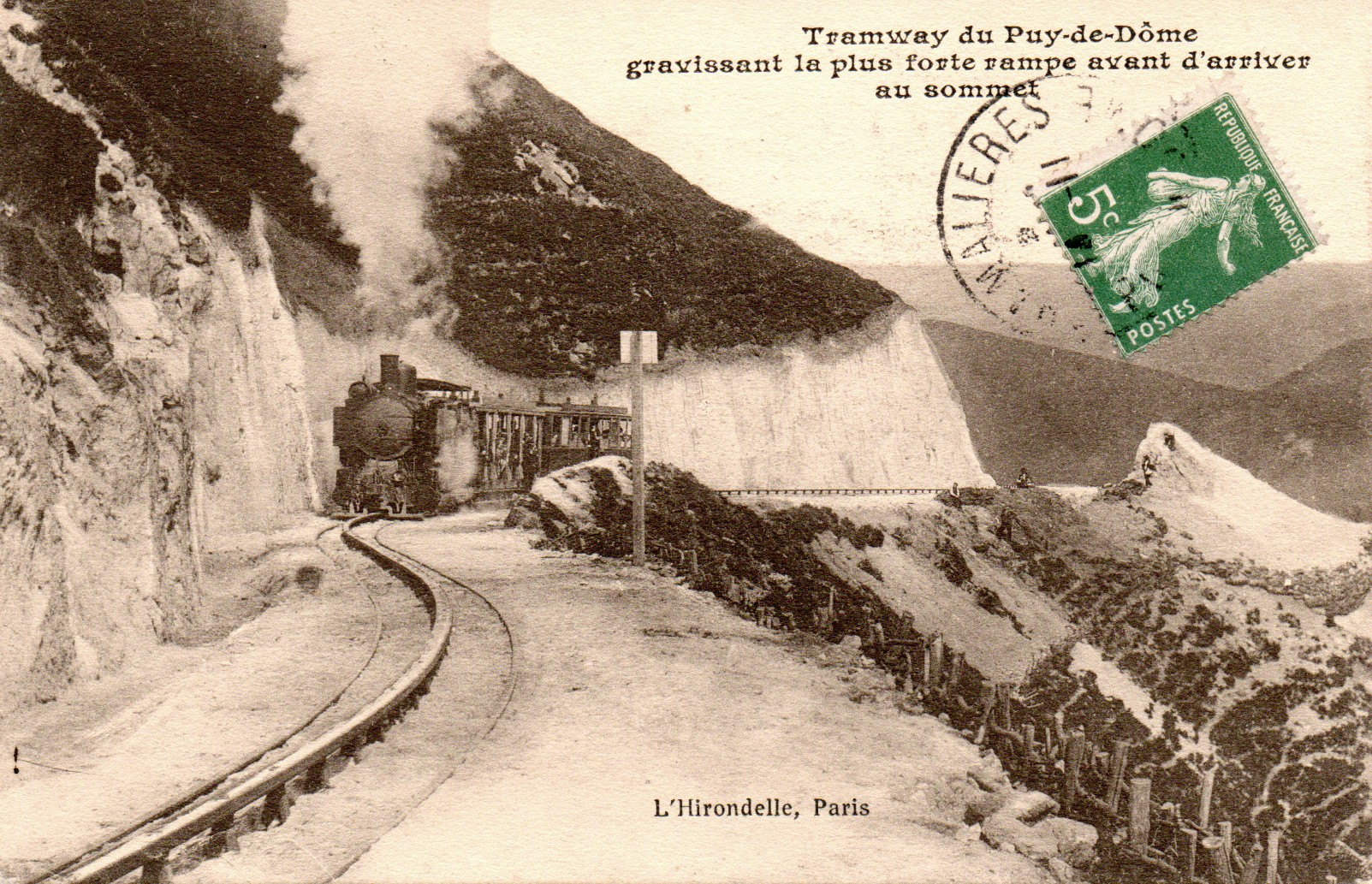
Voie à rail central Hanscotte équipant le tramway du Puy de Dôme en 1910

Ce système d'adhérence par rail central pour locomotive adapté aux fortes rampes a été repris en France par l'ingénieur Jules Hanscotte qui l’améliore en réglant la pression des roues horizontales par un circuit d'air comprimé : le chemin de fer du Puy de Dôme, entre Clermont-Ferrand et le sommet à 1 465 mètres, a circulé ainsi sans problème de 1907 à 1926 sur une rampe continue de 130mm/m de 9 kilomètres.

## Les lignes à rail central
La seule ligne actuelle conservant le rail central est celle du Snaefell Mountain Railway sur l'île de Man, électrifiée, où le rail central ne sert plus qu'au freinage.
- Chemin de fer du Mont-Cenis de 1868 à 1871 : il était prévu dès le départ que ce chemin de fer cesserait toute activité lors de la mise en service du tunnel ferroviaire ;
- Le Cantagalo Railway (en) au Brésil qui réutilisa le matériel précédent et fonctionna jusqu'en 1960[3] ;
- Le Rimutaka Incline (en) en Nouvelle-Zélande de 1878 à 1955[4],[5],[6] ;
- Le Roa Incline (en) en Nouvelle-Zélande de 1909 à 1966 ;
- Le chemin de fer du Puy-de-Dôme de 1907 à 1926 ;
- Le Rewanui Branch (en) en Nouvelle-Zélande de 1914 à 1965.